# Киржоая
Киржоая (рум. Cârjoaia) — село у повіті Ясси в Румунії. Входить до складу комуни Котнарі.
Село розташоване на відстані 328 км на північ від Бухареста, 55 км на захід від Ясс.

## Населення
За даними перепису населення 2002 року у селі проживали 1799 осіб, з них 1797 осіб (99,9%) румунів. Рідною мовою 1798 осіб (99,9%) назвали румунську.